# Per Magnus Christian Tenggren
Per Magnus Christian Tenggren, född 15 juni 1810 i Alingsås landsförsamling, Älvsborgs län, död 19 januari 1872 i Halmstad, var en svensk läkare.
Tenggren blev student vid Uppsala universitet 1829, medicine kandidat 1837, medicine licentiat 1838 och kirurgie magister 1839. Han var vikarierande distriktsläkare i Daga härad, Södermanlands län, 1838 och 1839, tillförordnad provinsialläkare i Vänersborgs distrikt 1839 och i Kungsbacka distrikt 1840, lasarettsläkare i Halmstad från 1840, tillika stadsläkare där från 1841 och läkare vid Halmstads kallvattenkuranstalt från 1865.